# Denis Petrić
Denis Petrić, né le 24 mai 1988 à Ljubljana, est un footballeur slovène d'origine serbe. Il évolue actuellement au poste de gardien de but.

## Biographie
Denis Petrić est formé à l'AJ Auxerre où il gravit les échelons juniors jusqu'à atteindre l'équipe réserve puis intégrer le groupe professionnel. Cependant il ne joue aucune rencontre avec l'équipe première. Lors de la saison 2009-2010, il est prêté au SO Cassis-Carnoux en National afin de gagner du temps jeu et prend part à dix-sept rencontres.
Il quitte le club l'été suivant et rejoint les rangs du FC Istres où il est numéro un durant trois saisons.
Le 13 août 2013, il rejoint l'ES Troyes pour pallier le départ de Yohann Thuram au Standard de Liège. Il perd sa place de numéro un dans les buts en janvier 2014 à la suite d'une fatale défaite 3-0 face à Arles-Avignon avant de la reprendre en fin de saison. Enfin adapté à son nouvel environnement, il réalise une saison 2014-2015 pleine et se retrouve nommé aux trophées UNFP de meilleur gardien de Ligue 2 qu'il remporte le 17 mai 2015.
À la suite du départ de Ludovic Butelle pour le FC Bruges, il est recruté à mi-saison 2015-2016 par le SCO Angers. Il débute sous sa nouvelle tunique par une défaite en Coupe de France face aux Girondins de Bordeaux et profite de la blessure d'Alexandre Letellier pour disputer deux matchs de championnat. Néanmoins, ses prestations ne convainquent pas, trois défaites en trois matchs pour six buts encaissés, et Letellier lui est alors préféré dans les cages angevines.
Il est titulaire lors des deux premiers matchs de la saison 2016-2017 à la suite de la blessure de Letellier lors de la préparation.
Le 31 août 2017, il signe un contrat de deux saisons avec l'EA Guingamp afin de jouer le rôle de doublure de Karl-Johan Johnsson.
Lors de la saison 2018-2019, il est avec Yeni Ngbakoto l'un des deux délégués syndicaux de l'UNFP au sein de l'EA Guingamp.
Lors de la saison 2019-2020, il signe un contrat jusqu'en 2021 du côté du FC Nantes. Il prolongera deux fois pour continuer à exercer son rôle de 3e gardien du club jusqu'à la fin de la saison 2022-2023.
Il ne participe à aucune rencontre avec l'équipe première durant la saison 2022-2023, à cause de douleurs au dos.
Mais il prend part à 3 rencontres avec l'équipe réserve en N2.
Le 13 juin 2023, il prolonge de nouveau son contrat d'une année supplémentaire au FC Nantes jusqu'en juin 2024.
Le 13 août 2023, il entre en jeu face à Toulouse Football Club à la place d' Alban Lafont sorti sur blessure lors de la première journée de Ligue 1, sachant que son coéquipier, Rémy Descamps, gardien numéro 2 était suspendu. Il s'agit de son premier match en Ligue 1 depuis la saison 2019-2020.
Le 6 août 2024, il s'engage pour une saison avec le Racing Club de Lens en tant que 3ème gardien. 

## Statistiques
| Saison                | Club                     | Championnat           | Championnat | Championnat | Coupe nationale | Coupe nationale | Coupe de la Ligue | Coupe de la Ligue | Total | Total |
| Saison                | Club                     | Division              | M.          | B.          | M.              | B.              | M.                | B.                | M.    | B.    |
| 2009-2010             | SO Cassis-Carnoux (prêt) | National              | 16          | 0           | 1               | 0               | -                 | -                 | 17    | 0     |
| 2010-2011             | FC Istres                | Ligue 2               | 25          | 0           | -               | -               | -                 | -                 | 25    | 0     |
| 2011-2012             | FC Istres                | Ligue 2               | 29          | 0           | -               | -               | 2                 | 0                 | 31    | 0     |
| 2012-2013             | FC Istres                | Ligue 2               | 35          | 0           | -               | -               | -                 | -                 | 35    | 0     |
| 2013-2014             | FC Istres                | Ligue 2               | 1           | 0           | -               | -               | -                 | -                 | 1     | 0     |
| Sous-total            | Sous-total               | Sous-total            | 90          | 0           | -               | -               | 2                 | 0                 | 92    | 0     |
| 2013-2014             | ES Troyes AC             | Ligue 2               | 21          | 0           | -               | -               | 4                 | 0                 | 25    | 0     |
| 2014-2015             | ES Troyes AC             | Ligue 2               | 37          | 0           | -               | -               | 2                 | 0                 | 39    | 0     |
| 2015-2016             | ES Troyes AC             | Ligue 1               | 9           | 0           | -               | -               | -                 | -                 | 9     | 0     |
| Sous-total            | Sous-total               | Sous-total            | 67          | 0           | -               | -               | 6                 | 0                 | 73    | 0     |
| 2015-2016             | Angers SCO               | Ligue 1               | 2           | 0           | 1               | 0               | -                 | -                 | 3     | 0     |
| 2016-2017             | Angers SCO               | Ligue 1               | 9           | 0           | -               | -               | 1                 | 0                 | 10    | 0     |
| Sous-total            | Sous-total               | Sous-total            | 11          | 0           | 1               | 0               | 1                 | 0                 | 13    | 0     |
| 2017-2018             | EA Guingamp              | Ligue 1               | -           | -           | -               | -               | 1                 | 0                 | 1     | 0     |
| 2018-2019             | EA Guingamp              | Ligue 1               | -           | -           | -               | -               | -                 | -                 | 0     | 0     |
| Sous-total            | Sous-total               | Sous-total            | -           | -           | -               | -               | 1                 | 0                 | 1     | 0     |
| 2019-2020             | FC Nantes                | Ligue 1               | 1           | 0           | -               | -               | -                 | -                 | 1     | 0     |
| 2020-2021             | FC Nantes                | Ligue 1               | -           | -           | 1               | 0               | -                 | -                 | 1     | 0     |
| 2021-2022             | FC Nantes                | Ligue 1               | -           | -           | -               | -               | -                 | -                 | 0     | 0     |
| 2022-2023             | FC Nantes                | Ligue 1               | -           | -           | -               | -               | -                 | -                 | 0     | 0     |
| 2023-2024             | FC Nantes                | Ligue 1               | 1           | 0           | -               | -               | -                 | -                 | 1     | 0     |
| Sous-total            | Sous-total               | Sous-total            | 2           | 0           | 1               | 0               | -                 | -                 | 3     | 0     |
| Total sur la carrière | Total sur la carrière    | Total sur la carrière | 186         | 0           | 3               | 0               | 10                | 0                 | 199   | 0     |

## Palmarès
| ESTAC Troyes (1)            | Angers SCO                           |
| --------------------------- | ------------------------------------ |
| - Ligue 2 - Champion : 2015 | - Coupe de France - Finaliste : 2017 |